# Trijntje Taconis
Trijntje Taconis, ook Dijne Taconis,  (Den Haag, 10 februari 1918 – Warmond, 10 juli 1998) was een Nederlandse verzetsstrijdster. Zij werd in 1982 onderscheiden door Yad Vashem voor het redden van Joodse onderduikers tijdens de Tweede Wereldoorlog.

## Geschiedenis
Taconis werd in 1918 in Den Haag geboren. Zij studeerde aan het begin van de Tweede Wereldoorlog in Leiden en raakte betrokken bij het verzetswerk tegen de Duitsers. Zij kwam in contact met enkele Joodse mensen, die hulp zochten. Taconis hielp Rosa Frieda Nijkerk en Betty Parfumeur aan onderduikadressen in Haarlem en in Amersfoort. Volgens Jad Wasjem ging zij zeer grondig te werk en heeft zij meer Joden geholpen, van wie de namen nooit bekend zijn geworden, omdat zij ze geheim hield.
Trijntje Taconis was een zuster van Thijs Taconis, Engelandvaarder en geheim agent, die in 1944 in Mauthausen werd vermoord. In 1947 trouwde zij met de gynaecoloog Silvion van Praag. In 1998 overleed zij op 80-jarige leeftijd in Warmond.

## Yad Vashem
Op 10 juni 1982 kende Yad Vashem haar de hoogste Israëlische onderscheiding toe, 'Rechtvaardige onder de Volkeren'.